# Opisthiamimus gregori
Opisthiamimus gregori — викопний вид дзьобоголових плазунів, що існував наприкінці юрського періоду (152-146 млн років тому).

## Скам'янілості
Викопні рештки тварини знайдено у відкладеннях формації Моррісон на півночі штату Вайомінг (США). Це один з найменших відомих ринхоцефалів, з довжиною черепа 2,05 сантиметра і довжиною тіла від кінчика морди до клоаки приблизно 8,5 сантиметрів.

## Класифікація
Було встановлено, що вид лише віддалено пов'язаний з Eilenodon, Theretairus і Opisthias, іншими відомими ринхоцефалами з формації Моррісон.

## Назва
Родова назва Opisthiamimus означає «схожий на Opisthias, посилаючись на морфологічну подібність зубів між цими таксонами. Видовий епітет gregori вшановує Джозефа Грегора, волонтера Смітсонівського інституту, який вміло підготував голотип і надіслав зразки.